# Rue Thunovská
La rue Thunovská  est une voie de Prague. Située dans le quartier de Malá Strana à Prague 1, elle relie la rue Tomášská aux escaliers du Château.

## Nom
Elle porte le nom du palais du comte de Thoune. Depuis le XIVe siècle, ces lieux ont été appelés Sous les étages. La partie inférieure de la rue s'appelle Sklenářská depuis le début du XVIIIe siècle, grâce à des artisans locaux. Dans la maison baroque Kolovrat (n° 177), achevée en 1707 (probablement l'oeuvre de l'architecte Antonín Lurago), le presbytère était jadis l'église Saint-Nicolas, d'où la partie centrale de l'actuelle rue Thunovská, au-dessus de la rue Sněmovní, était autrefois appelée rue Farská.
Le nom Thunovská, d'après le palais du comte de Thoune (n° 180), ne s'appliquait à l'origine qu'à la partie supérieure des marches du château. Depuis 1870, le nom a été étendu à toute la rue. Au début des années 1920, le palais du Comte de Thun-Salm-Hohenštejn Reifferscheidt a été vendu au Royaume-Uni de Grande-Bretagne et d'Irlande du Nord. L'ambassade britannique s'y trouve toujours.

## Description

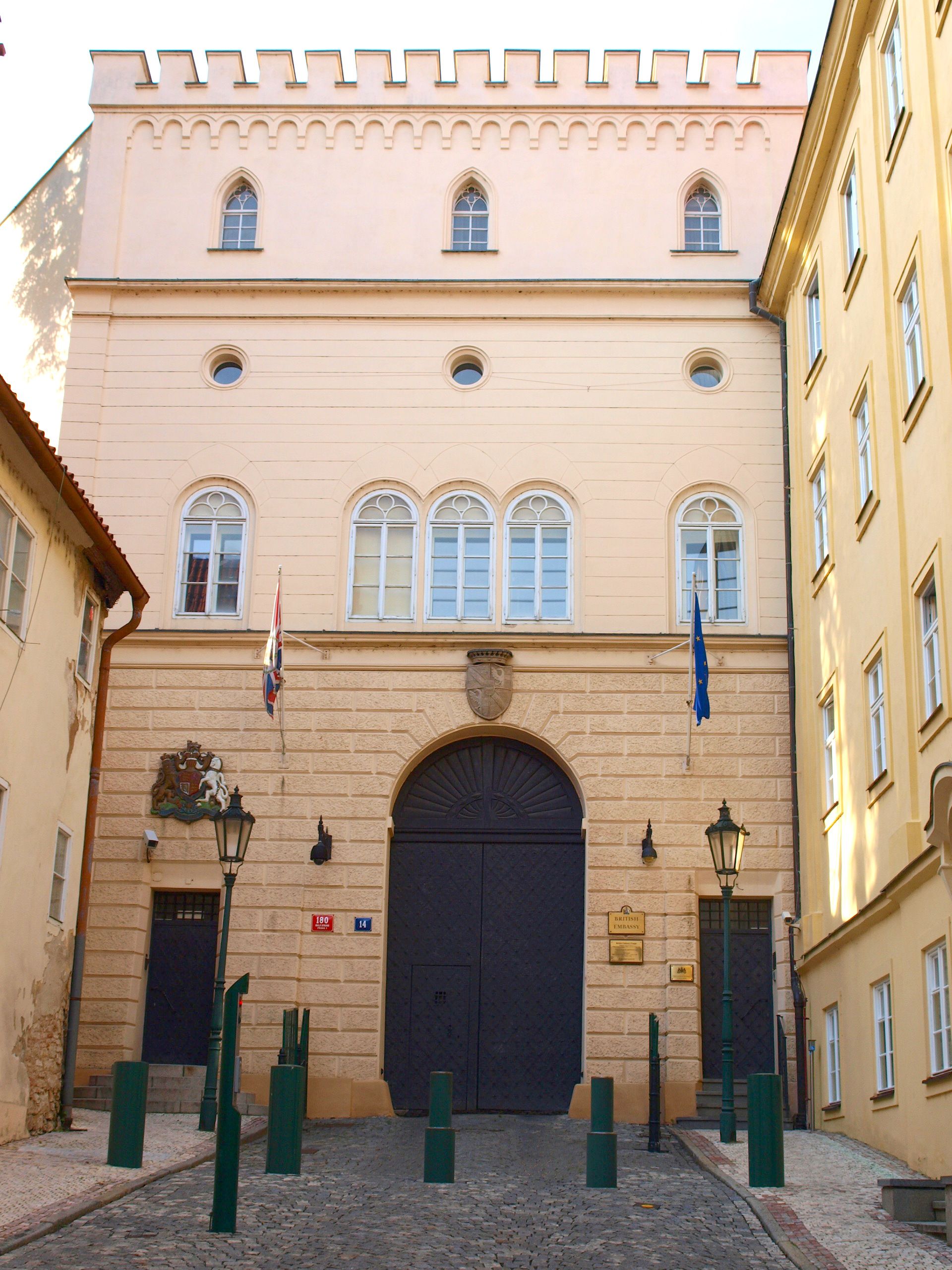
Le Palais Thun (Leslie), actuellement le siège de l’ambassade du Royaume-Uni.

La rue est enjambée par une passerelle pittoresque reliant le palais Thun au palais Sternberg. L’édification de ce pont remonte à 1903, lorsque les palais Smiřický et Sternberg ont été reliés au palais Thun, afin d'agrandir les locaux de l’assemblée.
Au coin près de l'entrée du palais se trouve un buste en bronze de Winston Churchill, réalisé par František Bělský, un sculpteur vivant au Royaume-Uni. La statue a été dévoilée le 14 juillet 1992 en présence de soldats tchécoslovaques ayant combattu en Grande-Bretagne pendant la Seconde Guerre mondiale. Sur le socle se trouve une citation de W. Churchill: « En guerre, force de décision, défaite défiant, générosité face à la victoire, bonne volonté en temps de paix. ”

## Bâtiments remarquables et lieux de mémoire
- Palais de Thoune (Thunovská)
- Palais Thun (Assemblée tchèque)
- Palais Smiřický (Chambre des Députés du Parlement)
- Palais Sternberg (Mala Strana)
- Palais des seigneurs de Hradec (Mala Strana)

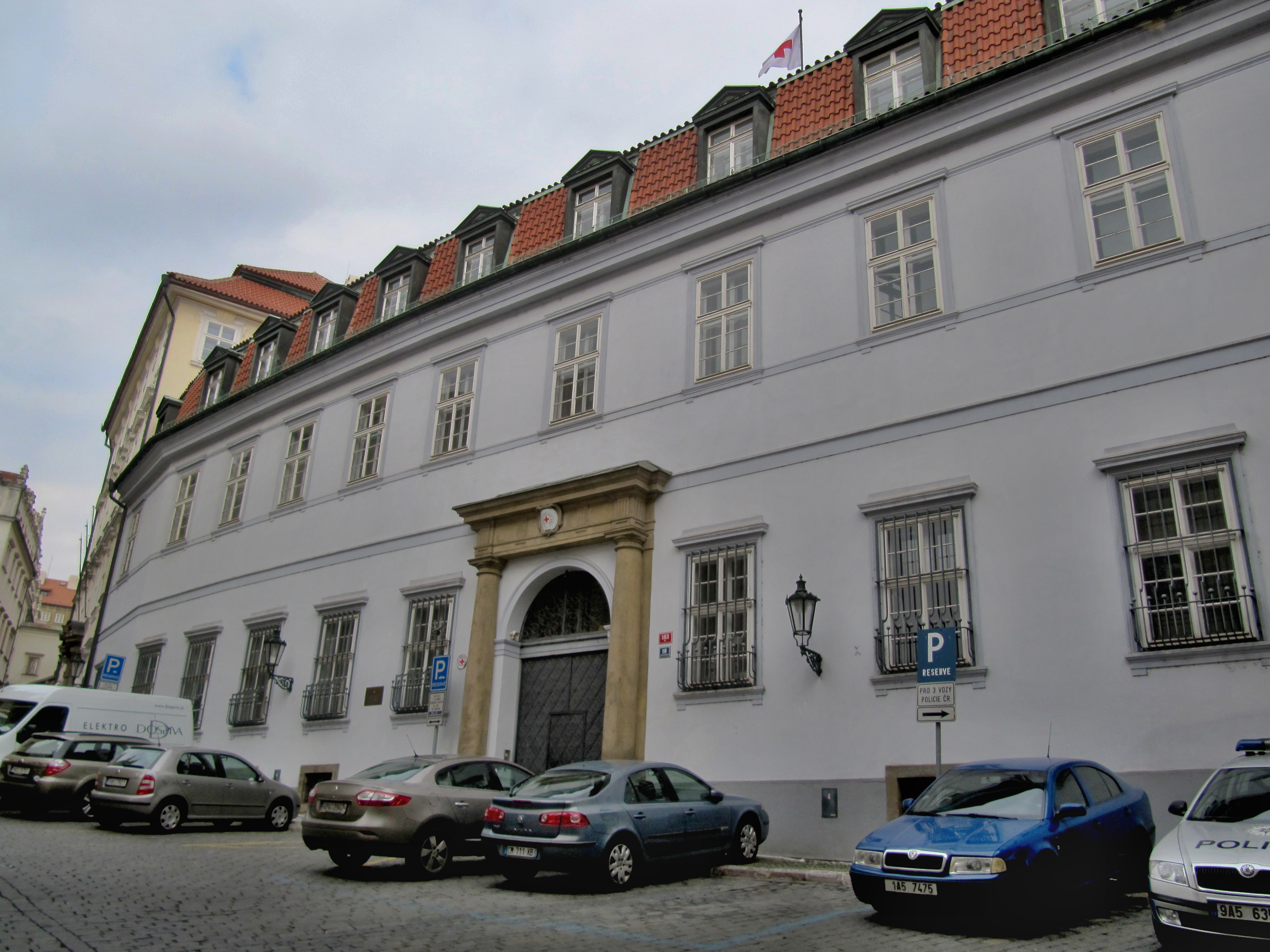
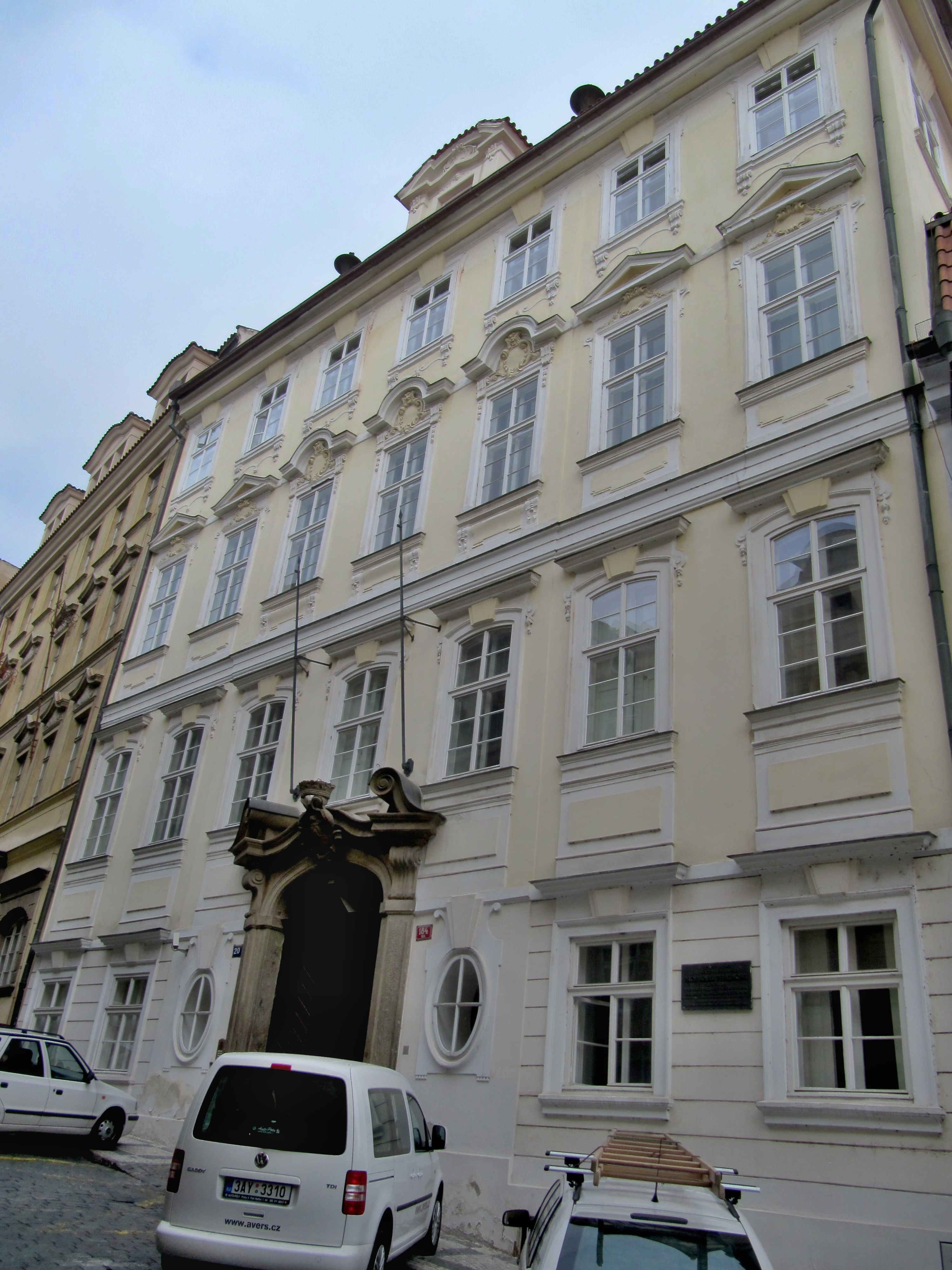
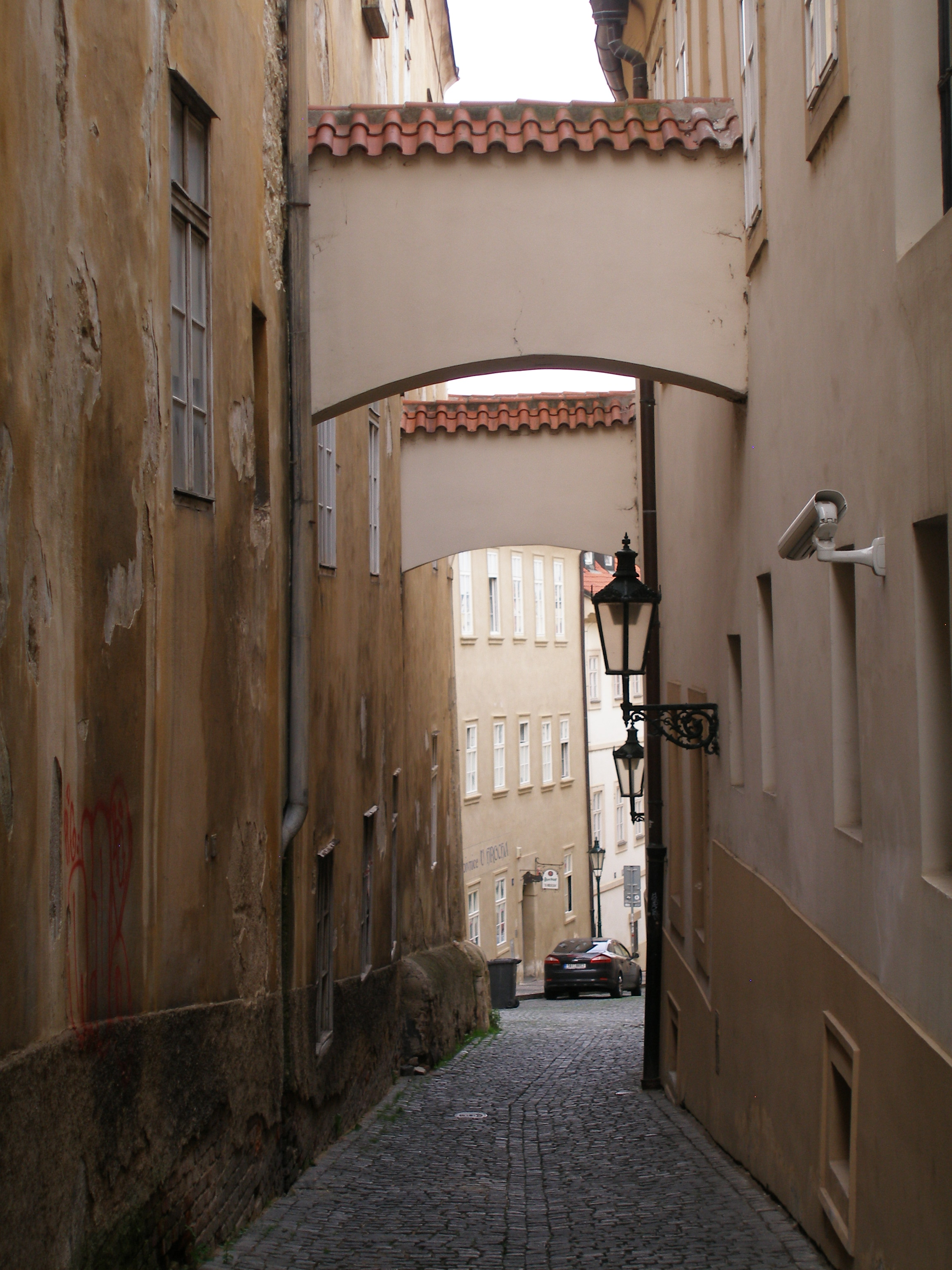
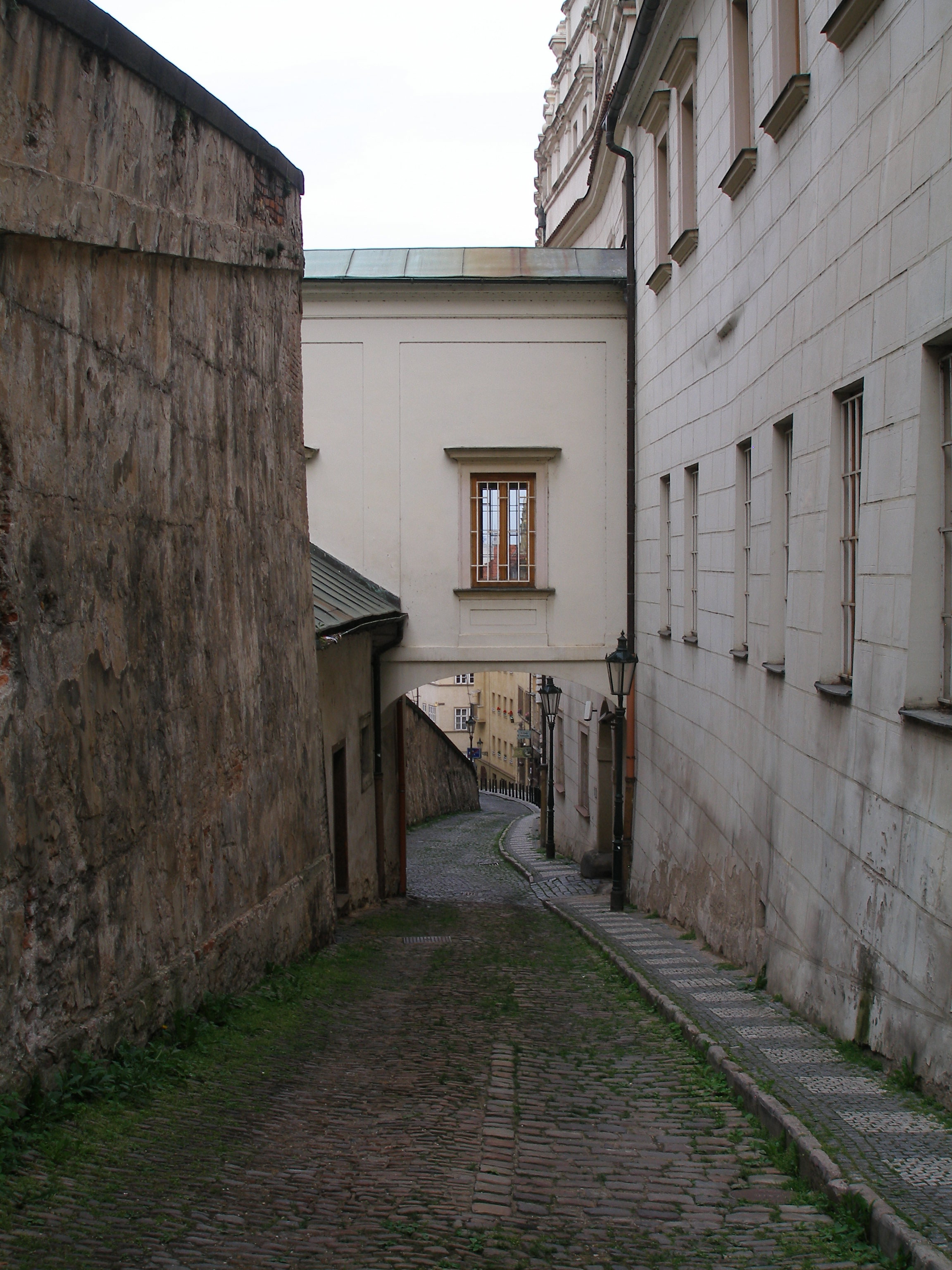
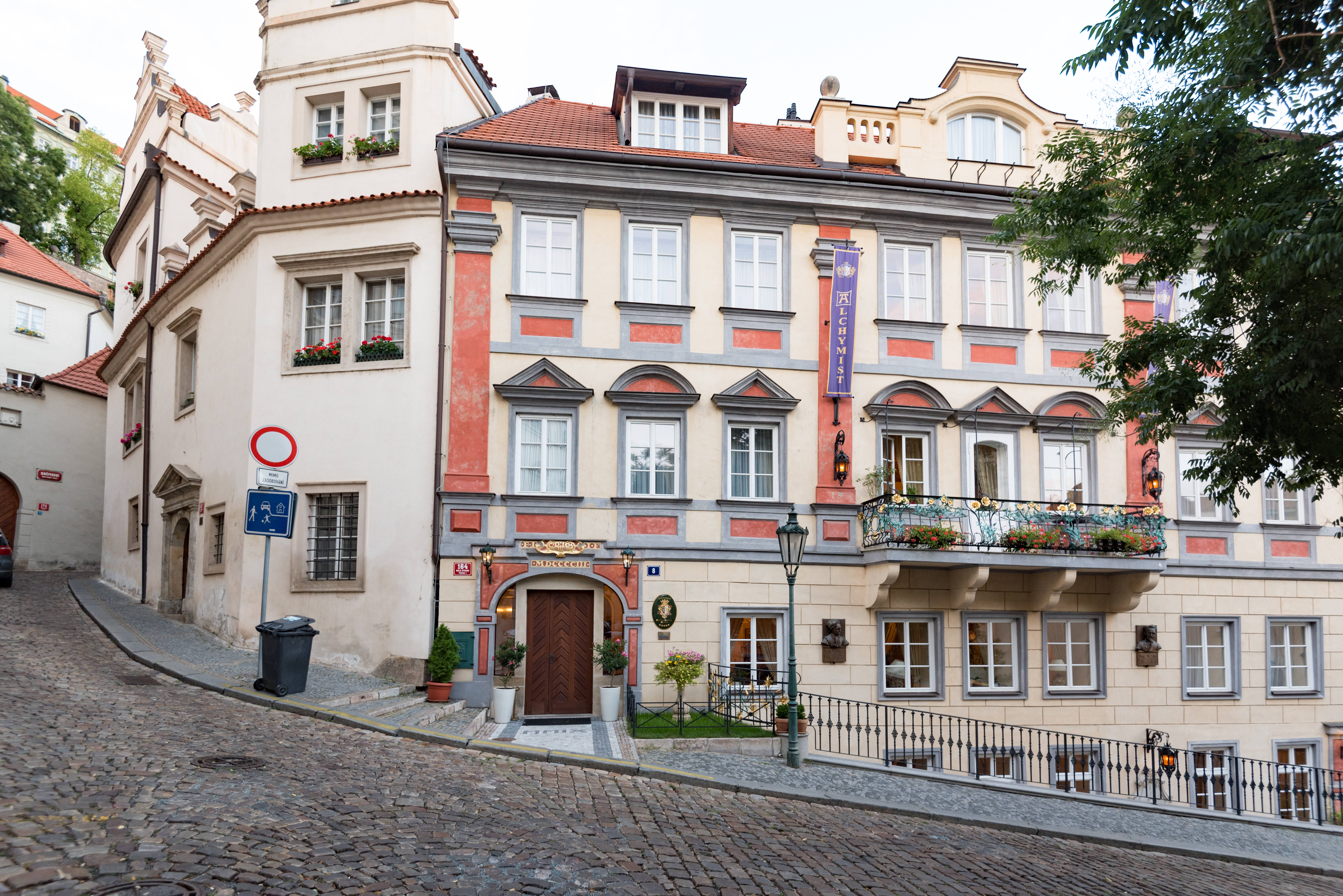
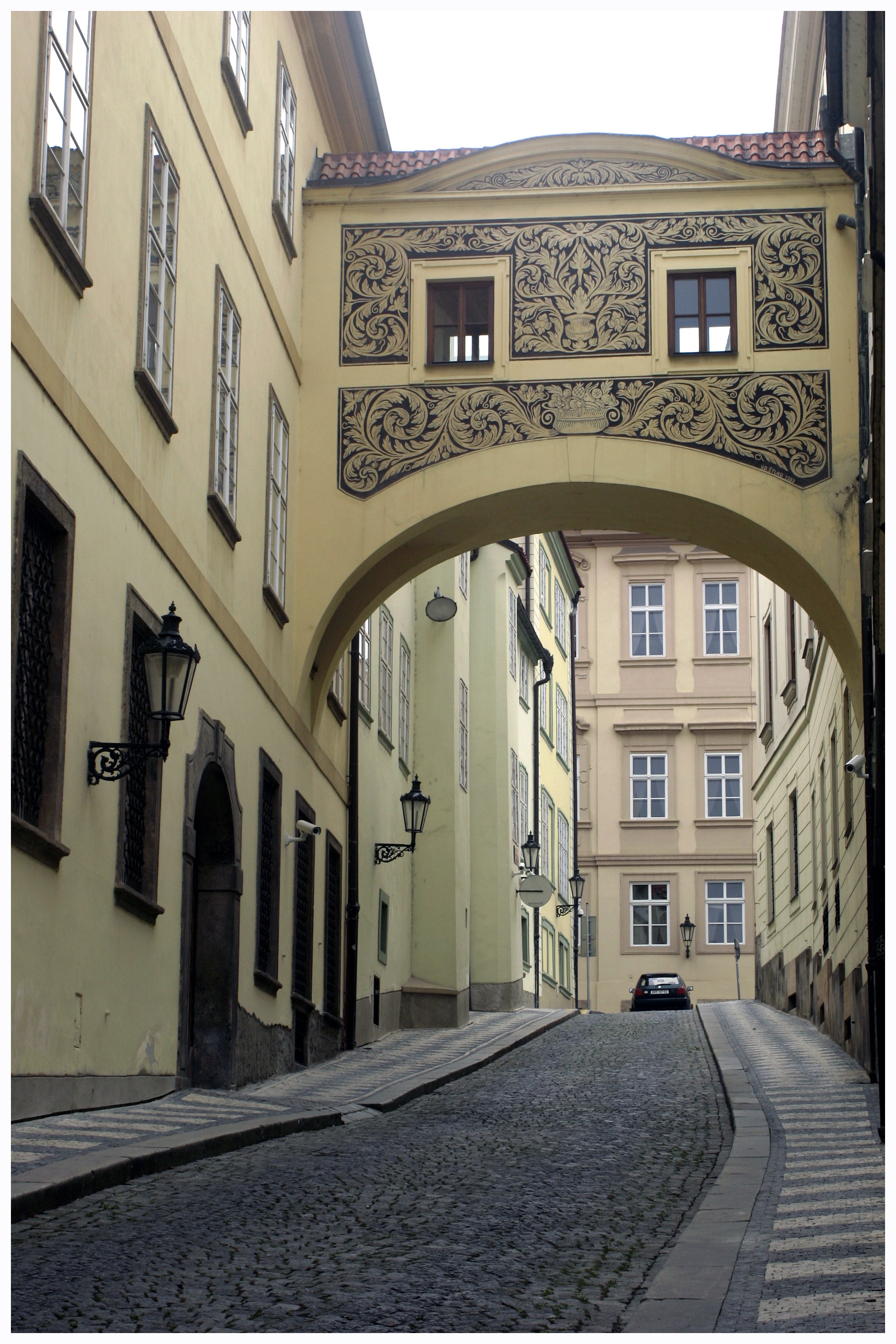
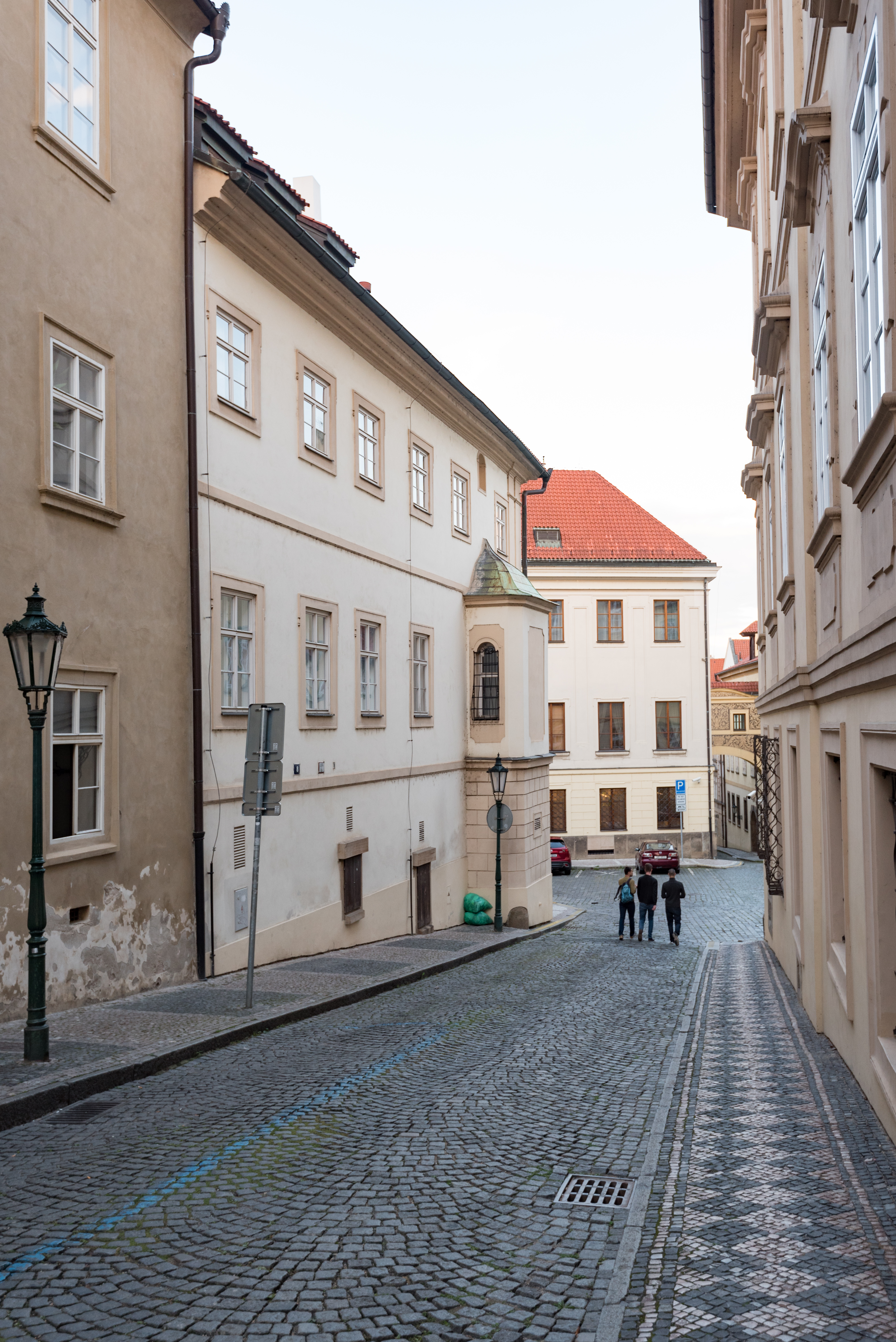
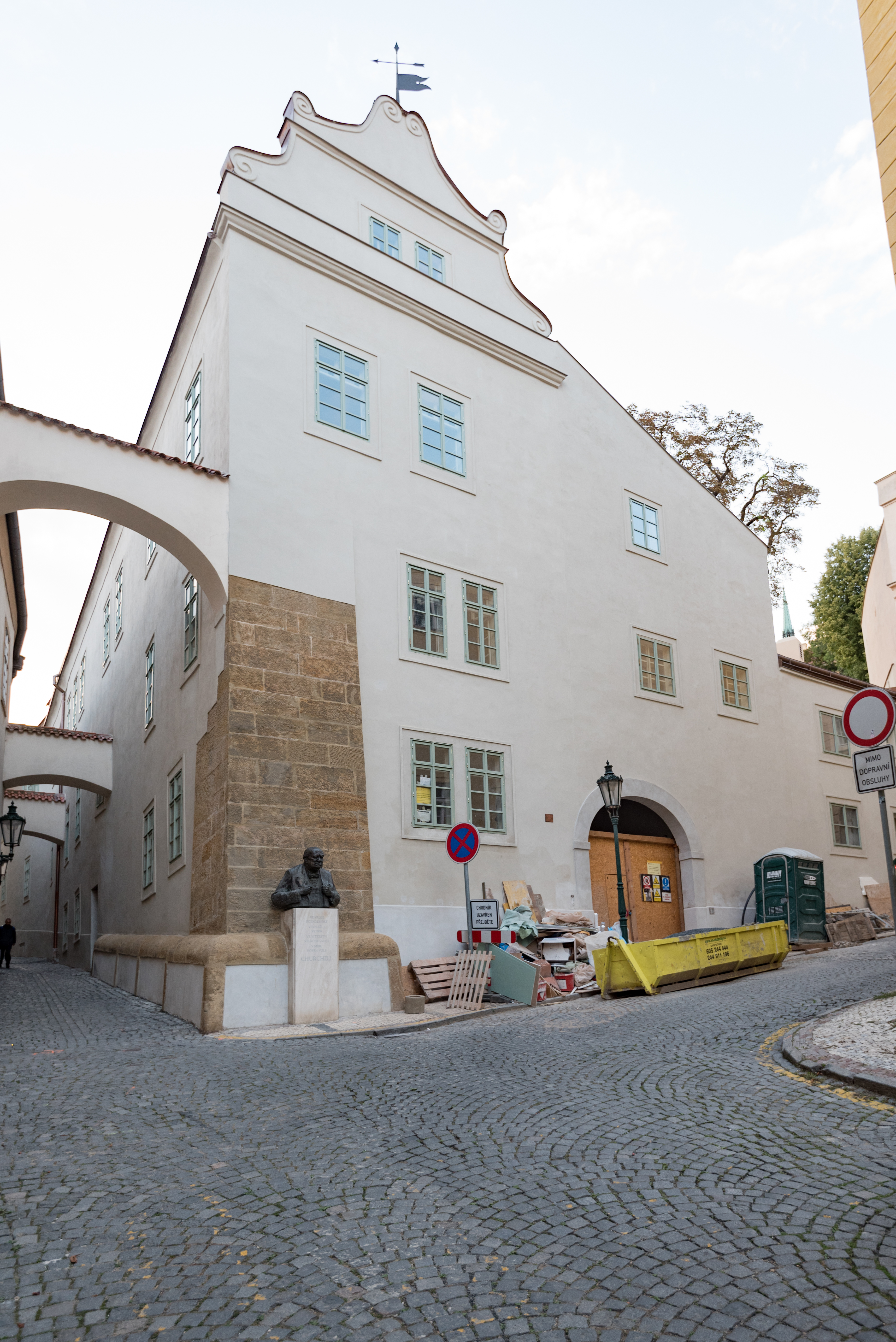